# Jatropha loristipula
Jatropha loristipula är en törelväxtart som beskrevs av Radcl.-sm.. Jatropha loristipula ingår i släktet Jatropha och familjen törelväxter. Inga underarter finns listade i Catalogue of Life.